# Ellis Woodman
Ellis James Woodman (Londres, julio de 1972), es un arquitecto y crítico de arquitectura británico.

## Trayectoria
Formado como arquitecto en las universidades de Cambridge y de North London, ejerció la profesión durante ocho años. Desde 2003 es crítico de arquitectura y ha trabajado para diferentes publicaciones como Building Design, The Telegraph, The Architectural Review y Architect’s Journal. En 2008 fue comisario de 'Home/Away: 5 British Architects Build Housing in Europe' en el pabellón del Reino Unido de la Bienal de Venecia. Woodman es director de The Architecture Foundation (AF) desde 2015 en sustitución de Sarah Gaventa y miembro del jurado y anteriormente del comité de expertos del Premio Europeo del Espacio Público Urbano. En el ámbito de la educación enseña historia y teoría de la arquitectura en la Escuela de Arte y Arquitectura Sir John Cass de la Universidad Kingston.
Es autor de los libros The Architecture of James Gowan: Modernity and Reinvention (Black Dog, 2008), Home/Away: Five British Architects Build Housing in Europe: The Development of Housing in Britain 1870-2008 (The British Council Visual Arts Publications, 2008) y 2G N.63 Office Kersten Geers David Van Severen (Gustavo Gili, 2012). Sus ensayos forman parte de publicaciones sobre arquitectura del Office KGDVS, Biq, David Chipperfield Architects y Peter Marklim, entre otros.